# Trois Garçons, une fille

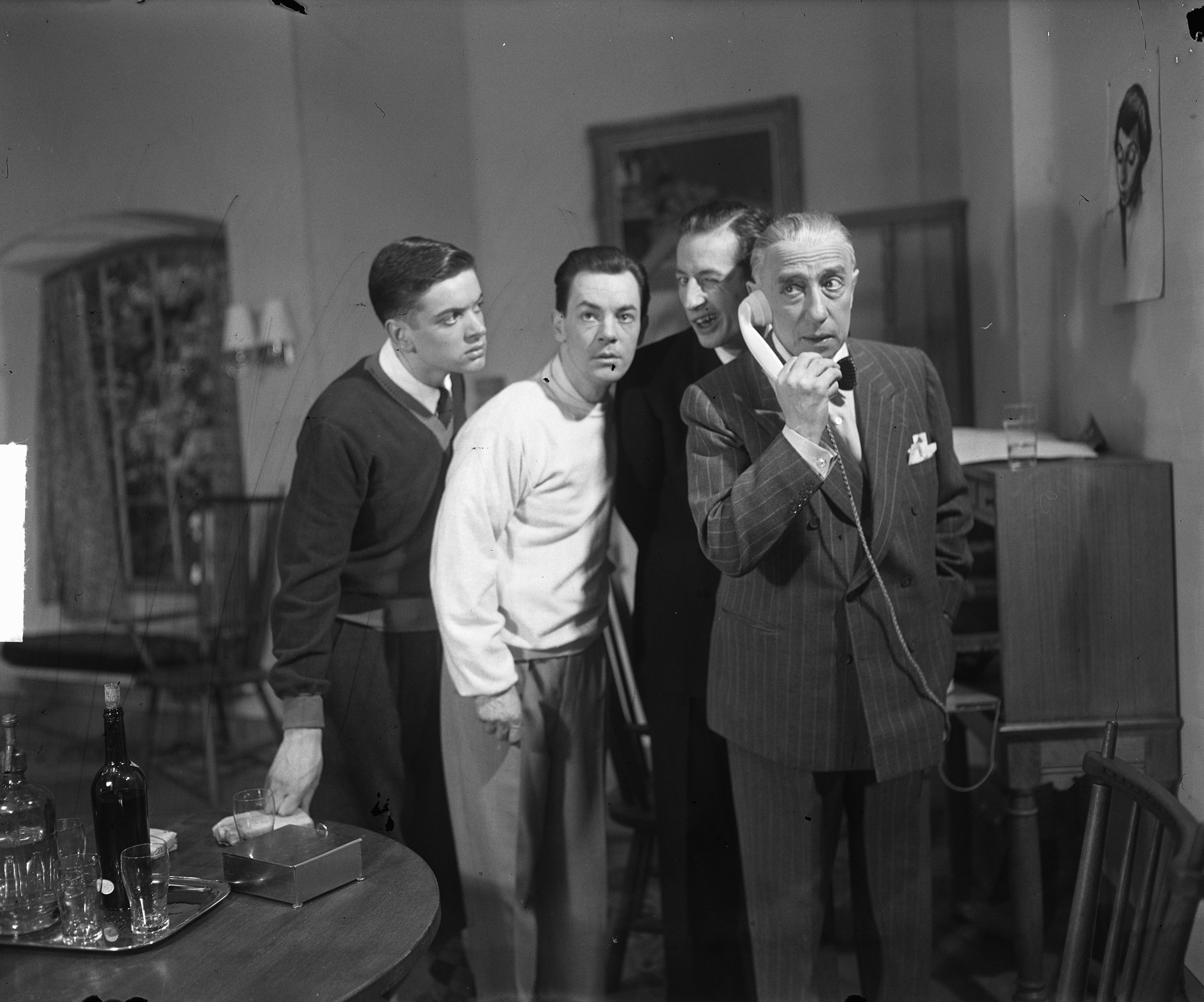
Trois hommes et une fille avec et

Trois Garçons, une fille est une comédie de Roger Ferdinand. 
Elle a été diffusée pour la première fois le 9 juillet 1966 sur la première chaîne de l'ORTF, constituant la première pièce de la série Au théâtre ce soir.

## Argument
Trois frères et une sœur tentent de retenir au foyer conjugal leur père tenté par des aventures extra-conjugales.

## Fiche technique
- Auteur : Roger Ferdinand
- Mise en scène : Jean Marc Marchat
- Réalisation : Pierre Sabbagh
- Décors : Pierre Morel
- Costumes : Donald Cardwell
- Direction de la scène : Edward Sanderson
- Directeur de la photographie : Lucien Billard
- Script : Yvette Boussard
- Script assistant : Guy Mauplot
- Date et lieu d'enregistrement : 28 mai 1966 au théâtre Marigny

## Distribution
- Jean Marchat : le père
- Gisèle Casadesus : la mère
- Robert Kimmich : Gilbert
- Michel Creton : Michel
- Serge Ducher : Bernard
- Rosine Martin : la fille